# مقاطعة أرانساس (تكساس)
مقاطعة أرانساس (بالإنجليزية: Aransas  County)‏ هي إحدى المقاطعات في ولاية تكساس، الولايات المتحدة الأمريكية، يبلغ عدد سكانها 23,158 نسمة طبقا لإحصاء عام 2010 .

موقع المقاطعة في ولاية تكساس